# Кайман-Брак
Кайман Брак (англ. Cayman Brac) — острів Кайманових островів, що належать до британської заморської териториторії у Вест-Індії.

## Географія
Острів розташований за 143 км на схід — північний схід від острова Великий Кайман (Карибське море). Довжина острова — 9 км при середній ширині 2 км. Площа — 24 км². Уздовж усього острова тягнеться вапнякове плато Блафф, що сягає у східного краю Кайман-Брака висоти 43 метри над рівнем моря. Через цю височину острів і отримав свою назву: з галльської мови слово «Brac» означає «стрімка скеля, крутий обрив». Чисельність населення острова у 1999 році становила 1822 особи.

## Історія
Кайман Брак, як і сусідній острів Малий Кайман, були відкриті Христофором Колумбом у 1503 році, коли його корабель відхилився від наміченого курсу. Він назвав острів Лас-Тортугас (порт. Las Tortugas), тому що на березі їм було помічено безліч черепах. Під час розквіту піратства острів використовувався морськими розбійниками як місце укриття і поповнення провіанту.

## Туризм
У 1996 році недалеко від острова уряд Кайманових островів купив і затопив російський фрегат, збудований у СРСР спеціально для Куби у 1984 році. Це було зроблено для дайверів, які плавають біля нього.
Острів приваблює не тільки людей, що займаються дайвінгом, але й також спелеологів, які вивчають печери острова, і скелелазів.